# Pteraspis
Pteraspis (лат.) (от др.-греч. πτερόν — крыло/плавник, и др.-греч. ἀσπίς — щит) — вымерший род разнощитковых бесчелюстных отряда Pteraspidiformes, обитавших с лохковского по эйфельский века девонского периода. Ископаемые остатки найдены в Бразилии (эйфельская формация Мекуру), Великобритании (лохковская группа Диттон), Украине (лохковская свита Ивано и пражский песчаник Бабин) и Бельгии.

## Описание

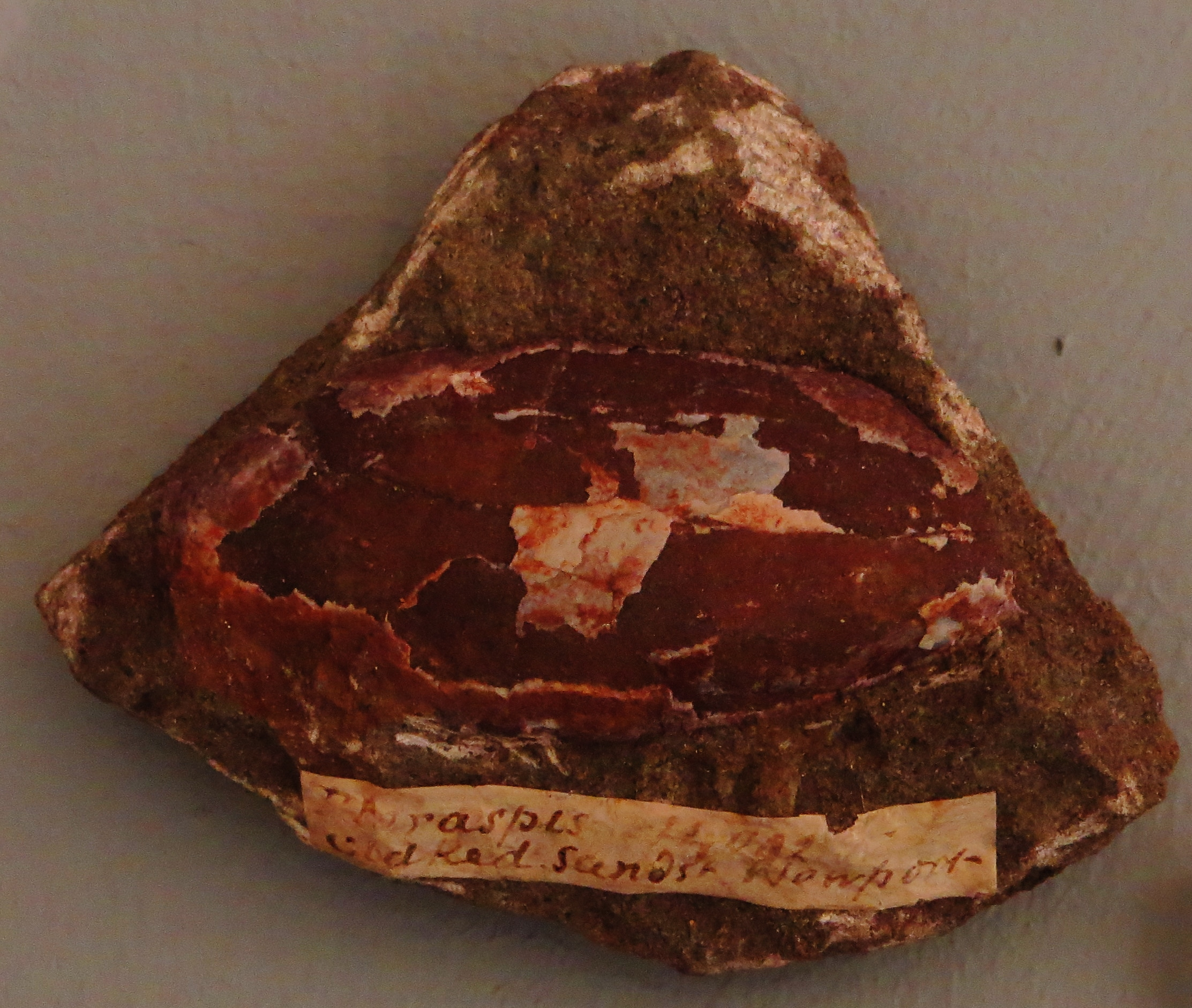
Окаменелость P. rostrata

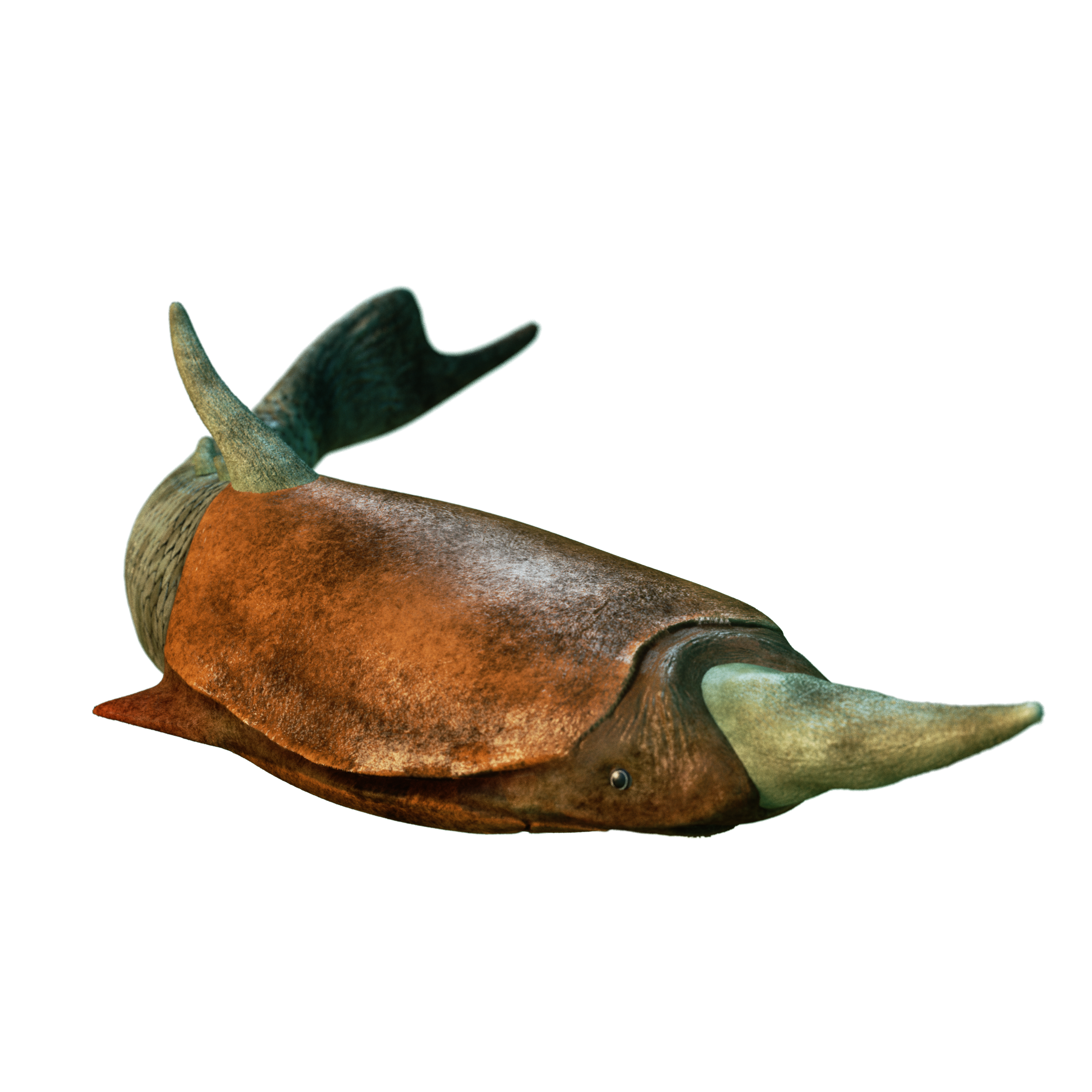
Реконструкция Pteraspis в Эстонский музей естественной истории

Как и другие разнощитковые, Pteraspis обладал твёрдыми пластинами, покрывавшими переднюю часть его туловища. Несмотря на отсутствие плавников, за исключением хвостового, животное являлось хорошим пловцом благодаря жёстким крыловидным выступам на пластинках над жабрами. За счёт этих выступов и похожего на рог удлинённого рострума Pteraspis обладал обтекаемой формой тела, что является важным качеством хорошего пловца. У животного также был ряд шипов на спине, которые, скорее всего, предназначались для защиты от хищников. Предполагается, что Pteraspis питались косяками планктона под поверхностью океана. Некоторые окаменелости этих животных найдены в морских отложениях, а другие в пресноводных.
Pteraspis достигали 20 см в длину.